# ك. ك. تشن
ك. ك. تشن (بالإنجليزية: K. K. Chen)‏ هو عالم أدوية أمريكي، ولد في 1898، وتوفي في 1988.